# Magical Trio
Het Magical Trio is een drietal zangers, bestaand uit Jan Smit, Simon Keizer en Kees Tol. Het trio is in 2003 door hen opgericht ter gelegenheid van de Kermis in Volendam.
Ze hebben 4 nummers uitgebracht: Jodellied, Eens per jaar, Hé Dokter en De Ober.
Het Magical Trio had na Hé Dokter uit 2005 geen single meer gemaakt door de drukke agenda van Jan Smit en Nick & Simon. In 2009 waren ze terug met De Ober die ook op de tweede versie van de single van Nick & Simon Lippen op de mijne staat.

## Discografie
- Jodellied (2003)
- Eens per jaar (2004)
- Hé Dokter (2005)
- De Ober (2009)